# Conrad Wandrey
Conrad Wandrey (* 8. Juni 1887 in Strehlen; † 28. Oktober 1944 in München) war ein deutscher Germanist.

## Leben
Wandrey war der Sohn eines Steinbruchbesitzers und wuchs in Breslau auf. Nach dem Besuch des Realgymnasiums in Striegau studierte er ab 1907 die Universitäten in Berlin, Freiburg i.Br. und München, wo er anschließend als Schriftsteller und Privatgelehrter lebte; dort stand er der völkischen Bewegung nahe. 
Er veröffentlichte wichtige Pionierarbeiten über damals lebende Künstler, darunter Stefan George (1912), Theodor Fontane (1919), Hans Pfitzner (1922), Erwin Guido Kolbenheyer (1934) und Werner von Siemens (1942), sowie zahlreiche Aufsätze in Zeitschriften und Zeitungen. 
Während des Zweiten Weltkrieges schied Conrad Wandrey am 28. Oktober 1944 in München-Pasing durch Freitod aus dem Leben.
Wandreys Nachlass, in dem sich zahlreiche seiner Arbeiten befinden, wird heute in der Bayerischen Staatsbibliothek (BSB) in München verwahrt.

## Veröffentlichungen (Auswahl)
- Stefan George. Heitz, Straßburg 1912.
- Theodor Fontane. Beck, München 1919.
- Hans Pfitzner. Seine geistige Persönlichkeit und das Ende der Romantik. Haessel, Leipzig 1922.
- Kolbenheyer. Der Dichter und der Philosoph. Langen/Müller, München 1933.
- Werner Siemens. Geschichte seines Lebens und Werkens. Band 1, Albert Langen / Georg Müller, München 1942.